# Гра Банаха — Мазура
Гра Банаха — Мазура — У загальній топології, теорії множин і теорії ігор це топологічна гра, в яку грають два гравці, вибираючи послідовність вкладених відрізків, довжина яких прямує до нуля. За принципом вкладених відрізків в результаті перетином усіх відрізків буде точка. Виграш кожного з гравців залежить від того, чи отримана точка належить наперед заданій множині. Поняття гри Банаха-Мазура тісно пов'язане з поняттям берівського простору. Ця гра була першою нескінченною позиційною грою з повною інформацією для вивчення.

## Історія
Два математики, Стефан Банах і Станіслав Мазур вирішили пограти в гру. Вони визначили для себе деяку множину A на відрізку [0, 1]. Після цього Банах узяв якийсь відрізок, а Мазур всередині нього ще відрізок, і т. д. При цьому вони відразу домовилися, що довжина відрізків буде прямувати до нуля і тому в перетині буде виходити точка. Так от, якщо ця точка міститься в A, то виграв перший гравець, а якщо не міститься, то виграв другий. Банах із Мазуром задумалися, чи для будь-якого A в одного з гравців є виграшна стратегія.

## Гра та аксіома детермінованості
Якщо множина A зліченна, то у другого є виграшна стратегія. Він може першим своїм ходом позбутися першої точки, взявши відрізок, що не містить її, другим ходом — другої, і т. д. Якщо A ніде не щільна, то другий може виграти взагалі за один хід, просто взявши відрізок, що не перетинається з A (таких існує величезна кількість за самим означенням). Якщо A — зліченне об'єднання ніде не щільних множин (такі множини Бер називав множинами першої категорії), то другий також може виграти: на першому кроці він позбавляється першої ніде не щільної множини, на другому — другої і т. д.
Множина A називається детермінованою, якщо для неї в одного з гравців є виграшна стратегія. Твердження про те, що всі {\displaystyle A\subseteq [0;1]} є детермінованими — аксіома детермінованості. На відміну від аксіоми вибору навіть невідомо, чи дійсно вона несуперечлива з аксіоматикою Цермело-Френкеля. Зате відомо, що з аксіоми вибору миттєво випливає заперечення аксіоми детермінованості, але з аксіоми детермінованості випливає аксіома вибору для зліченного числа множин (завдяки чому у нас зберігається весь математичний аналіз).
Якщо прийняти аксіому детермінованості, можна отримати цікаві факти:
1. всі множини з [0, 1] вимірні за Лебегом;
2. будь-яка обмежена функція інтегровна за Лебегом;
3. немає вільних максимальних ідеалів;
4. базис є тільки в скінченновимірних лінійних просторах.

Загальна ідея аксіоми детермінованості в тому, що об'єкт існує, тільки якщо можна пояснити, як його будувати. А якщо ні, то об'єкт не існує зовсім.

## Означення та властивості
Надалі ми будемо використовувати формалізм визначений в топологічній грі. Узагальнена гра Банаха-Мазура визначається таким чином. Дано топологічний простір {\displaystyle Y}, фіксована підмножина {\displaystyle X\subset Y}, і сім'я {\displaystyle W} підмножин {\displaystyle Y}, які задовольняють таким умовам:
- Кожен член {\displaystyle W} має непорожню внутрішність.
- Кожна непорожня відкрита підмножина {\displaystyle Y} містить член {\displaystyle W}.

Ми будемо називати цю гру {\displaystyle MB(X,Y,W)}. Два гравці, {\displaystyle P_{1}} і {\displaystyle P_{2}}, вибирають альтернативні елементи {\displaystyle W_{0}}, {\displaystyle W_{1}}, {\displaystyle \cdots } з {\displaystyle W} такі, що {\displaystyle W_{0}\supset W_{1}\supset \cdots }. {\displaystyle P_{1}} виграє тоді, і тільки тоді, якщо {\displaystyle X\cap (\cap _{n<\omega }W_{n})\neq \emptyset }.
Виконуються такі властивості:
- {\displaystyle P_{2}\uparrow MB(X,Y,W)} тоді, і тільки тоді, якщо {\displaystyle X} множина першої категорії в {\displaystyle Y} (зліченне об'єднання ніде не щільних множин.).
- В припущенні, що {\displaystyle Y} є повним метричним простором, {\displaystyle P_{1}\uparrow MB(X,Y,W)} тоді, і тільки тоді, якщо {\displaystyle X} залишкова множина в деякій непорожній відкритій підмножині {\displaystyle Y}.
- Якщо {\displaystyle X} має властивість Бера в {\displaystyle Y}, то {\displaystyle MB(X,Y,W)} визначена (детермінована).
- Будь-яка виграшна стратегія {\displaystyle P_{2}} може бути зведена до стаціонарної виграшної стратегії.
- Просіювані (англ. Siftable) та сильно-просіювані простори, введені Чоке, можуть бути означені в термінах стаціонарної стратегії у відповідних модифікацій гри. Позначимо через {\displaystyle BM(X)} модифікацію {\displaystyle MB(X,Y,W)}, де {\displaystyle X=Y}, {\displaystyle W} --- сім'я всіх непустих відкритих множин в {\displaystyle X}, і {\displaystyle P_{2}} виграє гру {\displaystyle (W_{0},W_{1},\cdots )} тоді, і тільки тоді, якщо {\displaystyle \cap _{n<\omega }W_{n}\neq \emptyset }. Тоді {\displaystyle X} просіюваний тоді і тільки тоді, коли {\displaystyle P_{2}} має стаціонарну виграшну стратегію в {\displaystyle BM(X)}.
- Марковська виграшна стратегія для {\displaystyle P_{2}} у {\displaystyle BM(X)} може бути зведена до стаціонарної виграшної стратегії. Крім того, якщо {\displaystyle P_{2}} має виграшну стратегію в {\displaystyle BM(X)}, то він має виграшну стратегію, що залежить тільки від двох попередніх ходів. Досі не з'ясовано питання про те, чи виграшна стратегія для {\displaystyle P_{2}} може бути зведена до виграшної стратегії, яка залежить тільки від двох останніх ходів {\displaystyle P_{1}}.
- {\displaystyle X} називається слабо {\displaystyle \alpha }-сприятлива, якщо {\displaystyle P_{2}} має виграшну стратегію в {\displaystyle BM(X)}. Тоді, {\displaystyle X} простір Бера, тоді і тільки тоді, якщо {\displaystyle P_{1}} не має виграшну стратегію в {\displaystyle BM(X)}. Звідси випливає, що кожний слабкий {\displaystyle \alpha }-сприятливий простір є простором Бера.

Багато інших модифікацій і спеціалізацій основної гри були запропоновані: для ретельного обліку цих, зверніться до [1987]. Найпоширеніший окремий випадок, званий {\displaystyle MB(X,J)}, полягає в тому, дозволяючи {\displaystyle Y=J}, тобто одиничний інтервал {\displaystyle [0,1]}, і в оповіщаючи {\displaystyle W} складається з усіх відрізків {\displaystyle [a,b]}, що містяться в {\displaystyle [0,1]}. Гравці вибирають альтернативні підінтервалів {\displaystyle J_{0},J_{1},\cdots } з {\displaystyle J} таке, що {\displaystyle J_{0}\supset J_{1}\supset \cdots }, і {\displaystyle P_{1}} виграє, якщо і тільки якщо {\displaystyle X\cap (\cap _{n<\omega }J_{n})\neq \emptyset }. {\displaystyle P_{2}} виграє, якщо і тільки якщо {\displaystyle X\cap (\cap _{n<\omega }J_{n})=\emptyset }.

## Просте доведення: виграшні стратегії
Природно запитати за те, що відрізняє {\displaystyle X} робить {\displaystyle P_{2}} є  виграшну стратегію. Ясно, що якщо {\displaystyle X} порожній, {\displaystyle P_{2}} має виграшну стратегію, тому питання може бути неофіційно перефразувати як «маленький» (відповідно, «великий») не {\displaystyle X} (відповідно, доповнення {\displaystyle X} у {\displaystyle Y}) повинні забезпечити, щоб {\displaystyle P_{2}} має виграшну стратегію. Щоб аромат, як докази, використані для отримання властивостей у попередній роботі розділі покажемо, такий факт.
Факт: {\displaystyle P_{2}} має виграшну стратегію, якщо {\displaystyle X} зліченна, {\displaystyle Y} є T1, і {\displaystyle Y} не має ізольованих точок.
Доведення: Позначимо елементи {\displaystyle X} через {\displaystyle x_{1},x_{2},\cdots }. Припустимо, що {\displaystyle W_{1}} був обраний {\displaystyle P_{1}}, і нехай {\displaystyle U_{1}} --- це (непорожня) внутрішність {\displaystyle W_{1}}. Тоді {\displaystyle U_{1}\setminus \{x_{1}\}} непорожня відкрита множина в {\displaystyle Y}, отже {\displaystyle P_{2}} може вибрати елементи {\displaystyle W_{2}} з {\displaystyle W}, що міститься в цій множині. Тоді {\displaystyle P_{1}} вибирає підмножину {\displaystyle W_{3}} з {\displaystyle W_{2}} і, аналогічно, {\displaystyle P_{2}} може вибрати елемент {\displaystyle W_{4}\subset W_{3}}, що виключає {\displaystyle x_{2}}. Продовжуючи таким чином, кожна точка {\displaystyle x_{n}} буде виключена множиною {\displaystyle W_{2n}}, так що перетин всіх {\displaystyle W_{n}} не буде перетинатися з {\displaystyle X}. Що й треба було довести.
Припущеннях про {\displaystyle Y} є ключовими для доведення: наприклад, якщо {\displaystyle Y=\{a,b,c\}} наділений дискретною топологією і {\displaystyle W} складається з усіх непустих підмножин {\displaystyle Y}, то {\displaystyle P_{2}} не має виграшної стратегії, якщо {\displaystyle X=\{a\}} (по суті, його опонент має виграшну стратегію). Аналогічні ефекти трапляються, якщо {\displaystyle Y} наділений недискретною топологією і {\displaystyle W=\{Y\}}.
Сильніший результат стосується {\displaystyle X} множин першого порядку.
Факт: Нехай {\displaystyle Y} топологічний простір, {\displaystyle W} сім'я підмножин {\displaystyle Y}, що задовольняють дві властивості вище, і нехай {\displaystyle X} будь-яка підмножина {\displaystyle Y}. {\displaystyle P_{2}} має виграшну стратегію, тоді і тільки тоді, якщо {\displaystyle X} є множиною першої категорії.
Це не означає, що {\displaystyle P_{1}} має виграшну стратегію, якщо {\displaystyle X} залишкова. Насправді, {\displaystyle P_{1}} має виграшну стратегію тоді, і тільки тоді, якщо існує {\displaystyle W_{i}\in W} така, що {\displaystyle X\cap W_{i}} є залишковою підмножиною з {\displaystyle W_{i}}. Це може бути той випадок, коли жоден з гравців не має виграшної стратегії: коли {\displaystyle Y} є {\displaystyle [0,1]} і {\displaystyle W} складається з відрізків {\displaystyle [a,b]}, гри визначена (детермінована), якщо цільова множина має властивість Бера, тобто якщо вона відрізняється від відкритої множини на множину першої категорії (але зворотне твердження хибне). Припускаючи справедливість аксіоми вибору, існують підмножини {\displaystyle [0,1]}, для яких гра Банаха-Мазура не визначена. Насправді, багато математиків заперечують істинність аксіоми вибору, посилаючись на те, що з неї випливають результати, що суперечать здоровому глузду, наприклад, парадокс Банаха — Тарського. Тому деякі з них припускають справедливість одного із її заперечень, а саме, аксіоми детермінованості, яка полягає в тому, що будь-яка нескінченна гра детермінована, тобто, хоч один з гравців має виграшну стратегію. Досі не доведено суперечливості ні аксіоми вибору, ні аксіоми детермінованості з системою аксіом Цермело — Френкеля без аксіоми вибору.